# Olympische Jugend-Sommerspiele 2014/Teilnehmer (Elfenbeinküste)
| Gelbes Symbol für Goldmedaillen mit stilisierten Olympischen Ringen | Graues Symbol für Silbermedaillen mit stilisierten Olympischen Ringen | Braundes Symbol für Bronzemedaillen mit stilisierten Olympischen Ringen |
| ------------------------------------------------------------------- | --------------------------------------------------------------------- | ----------------------------------------------------------------------- |
| —                                                                   | —                                                                     | —                                                                       |

Die Jugend-Olympiamannschaft der Elfenbeinküste für die II. Olympischen Jugend-Sommerspiele vom 16. bis 28. August 2014 in Nanjing (Volksrepublik China) bestand aus vier Athleten.

## Athleten nach Sportarten

### Judo
Mädchen
- Fatim Fofana
Klasse bis 63 kg: 9. Platz
Mixed: 9. Platz (im Team Chochishvili)

### Leichtathletik
Mädchen
- Maboundou Koné
100 m: 14. Platz
8 × 100 m Mixed: 13. Platz

### Ringen
Mädchen
- Amy Youin
Freistil bis 70 kg: 8. Platz

### Taekwondo
Jungen
- Kipre Christ Emmanuel Logbo
Klasse bis 48 kg: 9. Platz